# Misja 1549
Misja 1549 (tytuł oryg. Sengoku jieitai 1549) – japoński fantastycznonaukowy film akcji w reżyserii Masaakiego Tezuki, którego premiera odbyła się 11 czerwca 2005 roku.
Remake filmu W pułapce czasu z 1979 roku.
W 2005 roku podczas 47. edycji Asia Pacific Film Festival Takeshi Shimizu zdobył nagrodę w kategorii Best Art Director.

## Fabuła
Współczesny oddział wojskowy wskutek nieudanego eksperymentu zostaje przeniesiony w czasie do roku 1549 i trafia w miejsce wojny o władzę.

## Obsada
Źródło: Filmweb

- Yōsuke Eguchi – Yūsuke Kashima
- Kyōka Suzuki – Rei Kanzaki
- Shin Takuma – Koroku Hachisuga
- Takeshi Kaga – Tsuyoshi Matoba / Oda Nobugana
- Katsuhisa Namase – Akihiko Mori
- Koji Matoba – Yoda
- Masatō Ibu – Dohsan Saito
- Daisuke Shima – Mikuni
- Akiyoshi Nakao  – Tohsuke
- Haruka Ayase – Nohime
- Kazuki Kitamura – Shichibe Iinuma
- Tomoya Nanami – Nagamine
- Hoshi Ishida
- Takatsugu Iwama
- Akira Matsushita